# Павловка (Кегичёвский район)
Павловка (укр. Павлівка) — село,
Павловский сельский совет,
Кегичёвский район,
Харьковская область, Украина.
Код КОАТУУ — 6323183701. Население по переписи 2001 года составляет 438 (213/225 м/ж) человек.
Является административным центром Павловского сельского совета, в который, кроме того, входят сёла
Калюжино,
Новоивановка и
Писаревка.

## Географическое положение
Село Павловка находится на одном из истоков реки Богатая, ниже по течению на расстоянии в 2 км расположено село Писаревка.
Через село проходит автомобильная дорога Т-2110.

## История
- 1867 — дата основания.

## Экономика
- Молочно-товарная, свино-товарная и овце-товарная фермы, машинно-тракторные мастерские.
- «УКРАИНА», сельхозпредприятие.

## Объекты социальной сферы
- Школа.

## Достопримечательности
- Братская могила советских воинов.